# Relaciones Fiyi-India
Las relaciones Fiyi-India se refieren a las relaciones exteriores entre Fiyi e India. Fiyi tiene una alta comisión en Nueva Delhi, mientras que India tiene una alta comisión en Suva.
Existen fuertes vínculos culturales entre los países, ya que el 38% de la población de Fiyi es de ascendencia india, estas personas son conocidas como indo-fiyianos. India ha utilizado su influencia en foros internacionales como la Mancomunidad de Naciones y la Organización de las Naciones Unidas en nombre de los indígenas étnicos en Fiyi, presionando para que se impongan sanciones contra Fiyi a raíz de los golpes de 1987 y 2000, los cuales eliminaron a los gobiernos en ejercicio. En el primer caso, el gobierno estaba dominado por indo-fiyianos, mientras que en el segundo caso estaba dirigido por indo-fiyianos.

## Historia
El 15 de agosto de 2005, el Primer Ministro Laisenia Qarase dijo que el Gobierno de la India había prestado 86 millones de dólares de Fiyi para mejorar los ingenios azucareros de Fiyi, que se completarían a tiempo para la temporada de trituración 2007-2008. Esto fue para permitir a Fiyi diversificar su industria azucarera en biocombustibles. El Alto Comisionado de la India, Ajay Singh, dijo que su país también había ofrecido experiencia técnica con la reestructuración de la industria. Habló en las celebraciones del Día Nacional de la India en Suva. 
Tras el golpe militar del 5 de diciembre de 2006, la política del Gobierno de la India fue colaborar con la administración provisional de Fiyi en lugar de aislar al país.
En la segunda cumbre de los países de las Islas del Pacífico, celebrada en Jaipur en agosto de 2015, el primer ministro Narendra Modi anunció planes para abrir una estación de investigación espacial y monitoreo satelital en Fiyi. La estación permitirá a la India rastrear satélites de forma independiente. India anteriormente confiaba en los Estados Unidos y Australia para que le ayudaran a monitorear sus satélites sobre el Océano Pacífico.

## Visita de Estado de Qarase a la India, 2005
Qarase y su Ministro de Relaciones Exteriores, Kaliopate Tavola, comenzaron una visita de Estado de una semana a la India el 8 de octubre para inaugurar la nueva Alta Comisión de Fiyi en Nueva Delhi. La Alta Comisión había operado hasta ahora en un hotel. Cerca de 50 empresarios locales acompañaron al Primer Ministro.
El 10 de octubre, Qarase y su homólogo indio, Manmohan Singh, firmaron cuatro acuerdos. El más importante es un acuerdo de cooperación de tres años en Nueva Delhi. El acuerdo, la mayoría de los cuales cubre la cooperación al desarrollo, puede prorrogarse de mutuo acuerdo. También firmaron un acuerdo de asociación de servicios de salud, mientras que Tavola y la ministra de Turismo de India, Renuka Chowdhury, firmaron un acuerdo de turismo.
Singh instó a Fiyi a adoptar el multiculturalismo como parte permanente de su identidad. Qarase dijo que Singh le había dicho que entendía la dificultad de forjar la unidad en una nación multirracial porque India estaba en una situación similar. Dijo que Singh había negado la insinuación anterior del líder de la oposición Mahendra Chaudhry de que India no ayudaría a Fiyi si aprobaba su controvertido Proyecto de Ley de Reconciliación, Tolerancia y Unidad, una afirmación hecha por Chaudhry a su regreso a Fiyi en septiembre.
Hablando en Sídney, Australia, el 16 de octubre, Qarase consideró un éxito su visita a la India que acababa de concluir. Dijo que uno de los aspectos más destacados para él fue su visita al ingenio azucarero Banariaman en Mysore. Dijo que Fiyi podría aprender mucho de la industria azucarera de la India.

## Ayuda en casos de desastre de Fiyi a India y Pakistán
El 14 de octubre de 2005, el Gabinete de Fiyi respaldó un paquete de ayuda propuesto por el ministro de Relaciones Exteriores Tavola para ayudar a la India y al vecino Pakistán con los esfuerzos de socorro tras el terremoto de Cachemira que devastó las zonas septentrionales de ambos países, especialmente Pakistán, el 8 de octubre. La ministra de Relaciones Exteriores en funciones, Pita Nacuva, dijo que Fiyi donaría 30.000 y 60.000 dólares de Fiyi a los gobiernos de India y Pakistán, respectivamente. Una declaración del gabinete declaró: "El terremoto ha causado inmensas pérdidas de vidas y daños en los dos países, por lo que es correcto que Fiyi demuestre su solidaridad con los dos gobiernos y su pueblo en este momento de dolor y sufrimiento nacional. Las donaciones también son una forma de mostrar reciprocidad, ya que los dos gobiernos siempre nos han ayudado con nuestros esfuerzos de socorro en tiempos de desastres naturales ".
El senador designado por el gobierno Hafiz Khan, quien también es presidente de la Liga Musulmana de Fiyi, lanzó un llamamiento nacional para recaudar fondos para la ayuda en casos de desastre.

## Cooperación militar
India tiene la estación de inteligencia y rastreo por satélite de la Agencia India de Investigación Espacial en Fiyi. En el año 2017, India y Fiyi firmaron un pacto de defensa para fortalecer las capacidades navales, el entrenamiento y la producción de armas de Fiyi, etc.